# モハメド・ビン・スライエム
モハメド・アフマド・スルタン・ビン・スライエム（Mohammed Ahmad Sultan Ben Sulayem、1961年11月12日 - ）は、アラブ首長国連邦・ドバイ在住のラリードライバー。2021年12月より国際自動車連盟（FIA）会長を務める。

## 略歴
1986年のFIA中東ラリー選手権（MERC）においてチャンピオンを獲得して以降、2002年までにイベント60勝、選手権は14度制覇するという金字塔を打ち立てた（後にナッサー・アル＝アティヤが記録を更新）。2003年以降はサバティカルをとっている。
また、UAEツーリングクラブ (ATCUAE) の代表や、FIA世界モータースポーツ評議会の副会長なども歴任。1991年に彼が開始し、現在では世界ラリーレイド選手権の一戦となっているアブダビ・デザートチャレンジ（旧称UAEデザートチャレンジ）の開催委員会議長も務める。
2009年4月9日には、ドバイのオートドロームにおいて行われたイベントでF1マシンのルノー・R28を運転中に壁面に衝突して破壊し200万ユーロの損害となったが、自身は無傷であった。
2021年12月、前任のジャン・トッドの任期満了に伴い開かれたFIA会長選挙で、対立候補のグラハム・ストーカーを破り会長に就任した。
会長就任後、スプリントレースの是非や商業権をめぐってF1に干渉したため、F1側と激しい対立が繰り広げられた。また英国貴族院の議員はスレイエムに対し、スポーツウォッシングをしている（中東の人権問題をスポーツでかき消そうとしている、という主張）として非難する書簡を送っている。
息子のサイフ・ベン・スレイエムもUAEフォーミュラ4などにレーサーとしての参戦歴を持っていたが、2023年にドバイで交通事故により死亡している。

## 優勝歴
- 中東ラリー選手権 - 1986-1991年、1994年、1996-2002年
- UAEインターナショナルラリー - 1996-1999年、2001年
- バーレーンインターナショナルラリー - 2000-2002年
- カタールインターナショナルラリー - 1988年、1990-1991年、1996-1998年、2000-2002年
- ジョーダンインターナショナルラリー - 1984年、1987-1988年、1990年、1994年、1996-2002年
- ラリー・ドゥ・リバン - 1987年、1997-1999年
- シリアインターナショナルラリー - 2000-2002年
- ドバイインターナショナルラリー - 1985-1988年、1991-1995年、1997-2002年
- オマーンインターナショナルラリー - 1986-1987年、1990-1991年、1994年、1998年
- クウェートインターナショナルラリー - 1985年、1988-1989年、1996年
- サウジインターナショナルラリー - 2000年